# Тюгу-дзи
Тюгу-дзи (яп. 中宮寺 тю:гу:дзи, храм Тюгу) — буддийский храм в городе Икаруге префектуры Нара в Японии, примыкает непосредственно к восточной части храма Хорю-дзи. Храм принадлежит школе Сётоку-сю почитателей принца Сётоку и подчинён Хорю-дзи.

## История
Датой основания Тюгу-дзи считается 621 год, когда умерла Анахобэ-но-Хасихито, жена Императора Ёмэя. Её сын, принц Сётоку, после смерти матери превратил принадлежащий ей дворец в храм.
Он был восстановлен и преобразован в женский монастырь монахиней Синнё в конце периода Камакура. В период Муромати он был перенесён на свое нынешнее место, на 300 метров к востоку от первоначального.
Тюгу-дзи — один из трёх женских монастырей Ямато, главными жрицами которых были императорские принцессы.

## Сокровища храма
Два предмета, признанных национальными сокровищами Японии принадлежат святилищу Тюгу: статуя Майтреи и мандала Тэндзюкоку. Статуя Будды Майтреи выполнена из камфорного дерева, предположительно в период Асука. Предполагается, что изначально статуя была раскрашена и покрыта лаком. Мандала «Тэндзюкоку» — произведение текстильного искусства, старейший известный экземпляр вышивки в Японии, датируемый 622 годом нашей эры. Она была создана в честь принца Сётоку. Записано, что Татибана-но Оирацумэ, одна из вдов принца Сётоку, заказала вышивку после смерти мужа, чтобы представить небесное царство и его загробную жизнь. Мандала была создана служанками императорского двора с разрешения императрицы Суйко. Оригинал был вышит шёлком на серии больших квадратных полотен, примерно 5 метров в поперечнике. От оригинала остался лишь кусок размером примерно 89 на 83 сантиметра. Имеющаяся сейчас версия вышивки была создана в период Эдо путём объединения остатков оригинальной вышивки с копией, сделанной в конце 13 века. Мандала хранится в музее города Нара, но остаётся собственностью храма Тюгу-дзи.

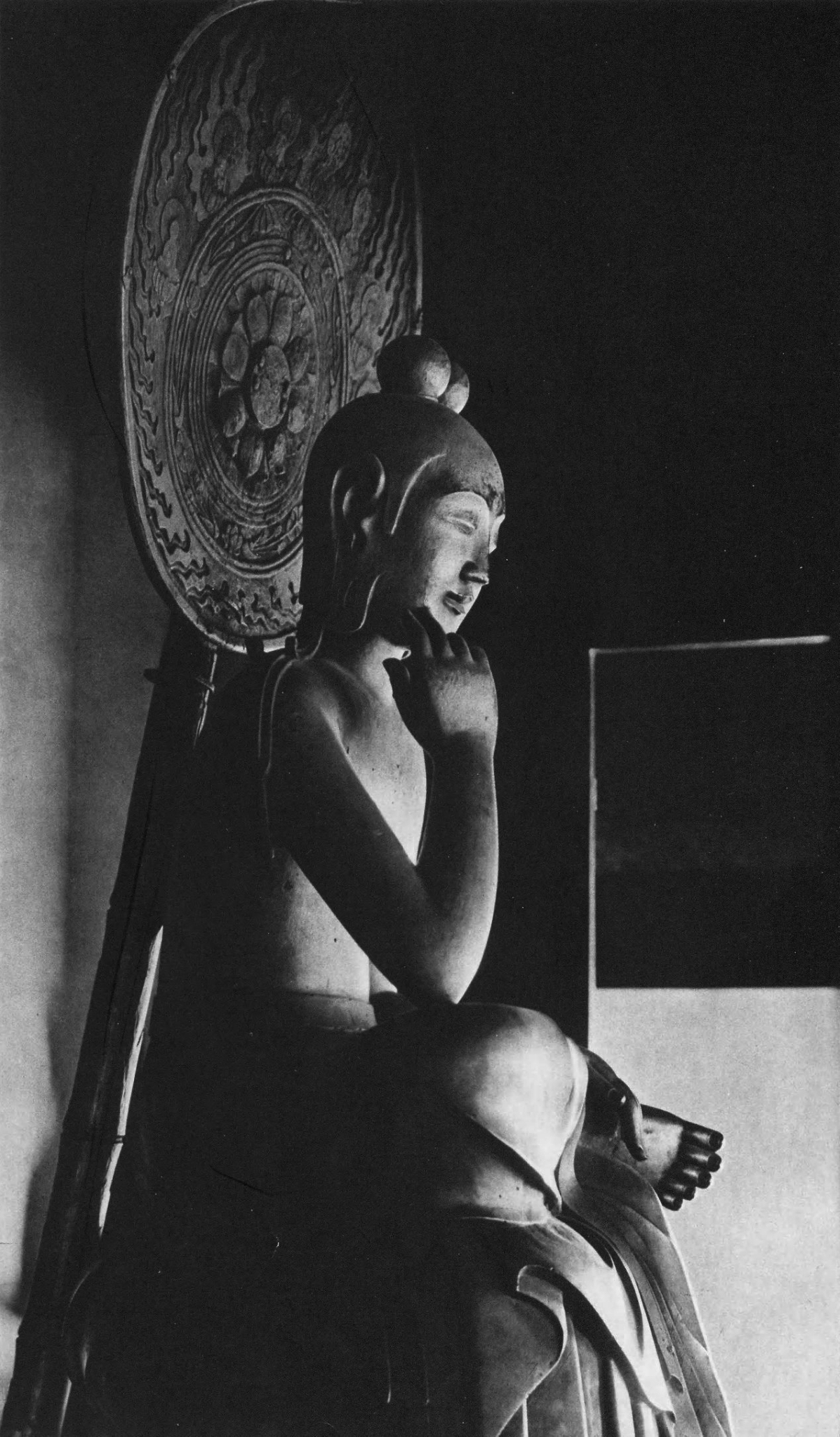
Будда Майтрея
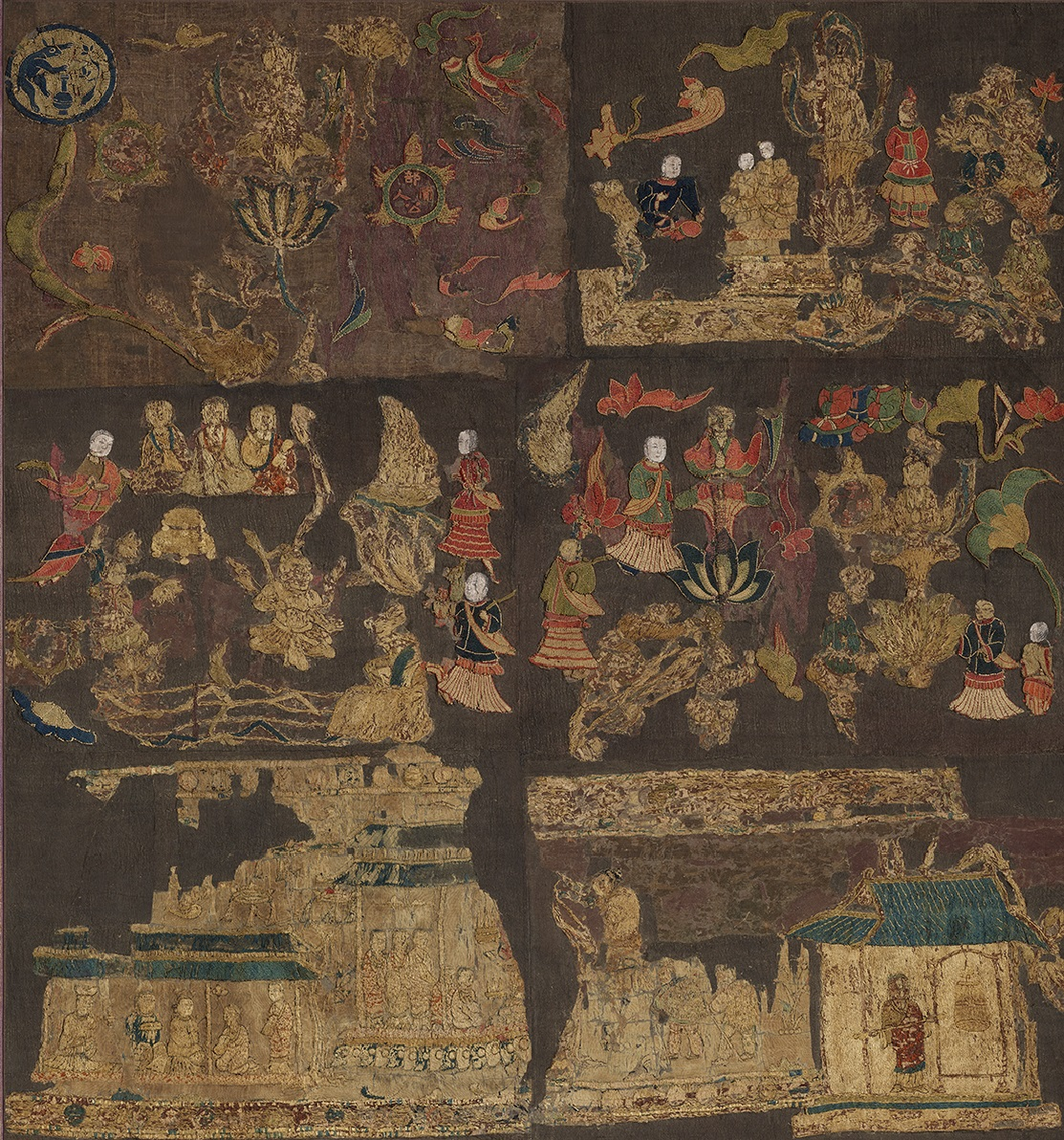
Фрагмент вышивки